# Sorpresa

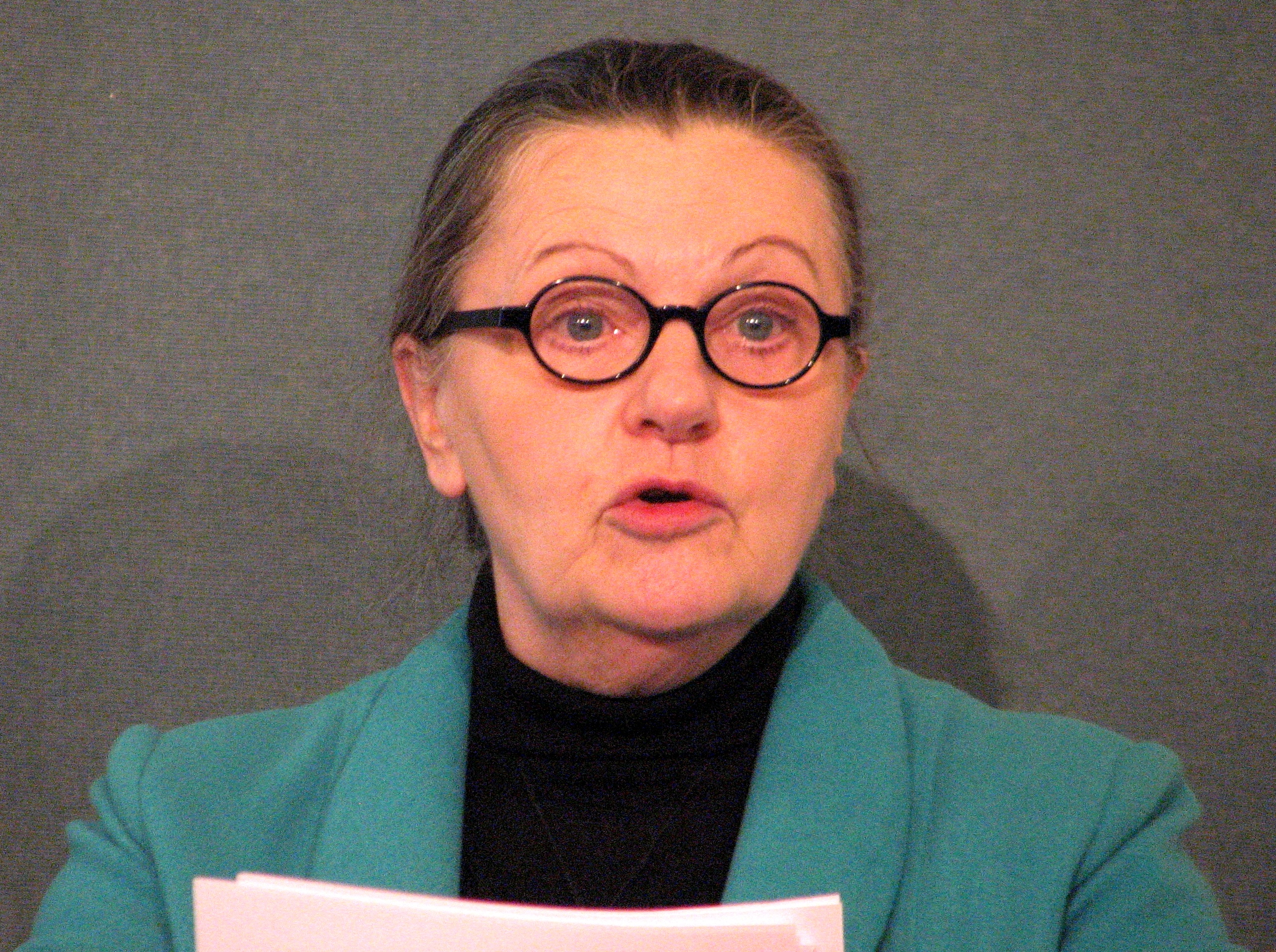
Sorpresa

Emoticona representant sorpresa

La sorpresa és un estat mental i fisiològic d'alteració emocional breu, una resposta d'ensurt experimentada tant per humans com per animals resultat d'un esdeveniment inesperat, igui positiu o negatiu. És una de les sis emocions bàsiques identificades per Paul Ekman i Wallace V. Friesen en el seu llibre de 1975 Unmasking the Face (Desemmascarant la cara). Pot ser neutral/moderat, agradable, desagradable, positiu o negatiu. La sorpresa pot passar a diferents nivells d'intensitat que van des de molt sorprès, que pot induir la resposta de lluita o fugida, o poca sorpresa que provoca una resposta menys intensa als estímuls.
Sol ser un estat involuntari previ al moment en què el cervell processa la nova informació i reacciona amb el sentiment apropiat. Físicament es manifesta per l'elevació de les celles, l'obertura de la boca, els ulls esbatanats i la paràlisi momentània de l'expressió facial. Aquests trets físic tenen un origen adaptatiu; davant un entorn nou o inesperat, l'organisme es posa en alerta per avaluar-lo i avançar-se a possibles amenaces o beneficis, per això s'incrementa l'angle visual i se centra l'atenció en el nou escenari.

## Construcció

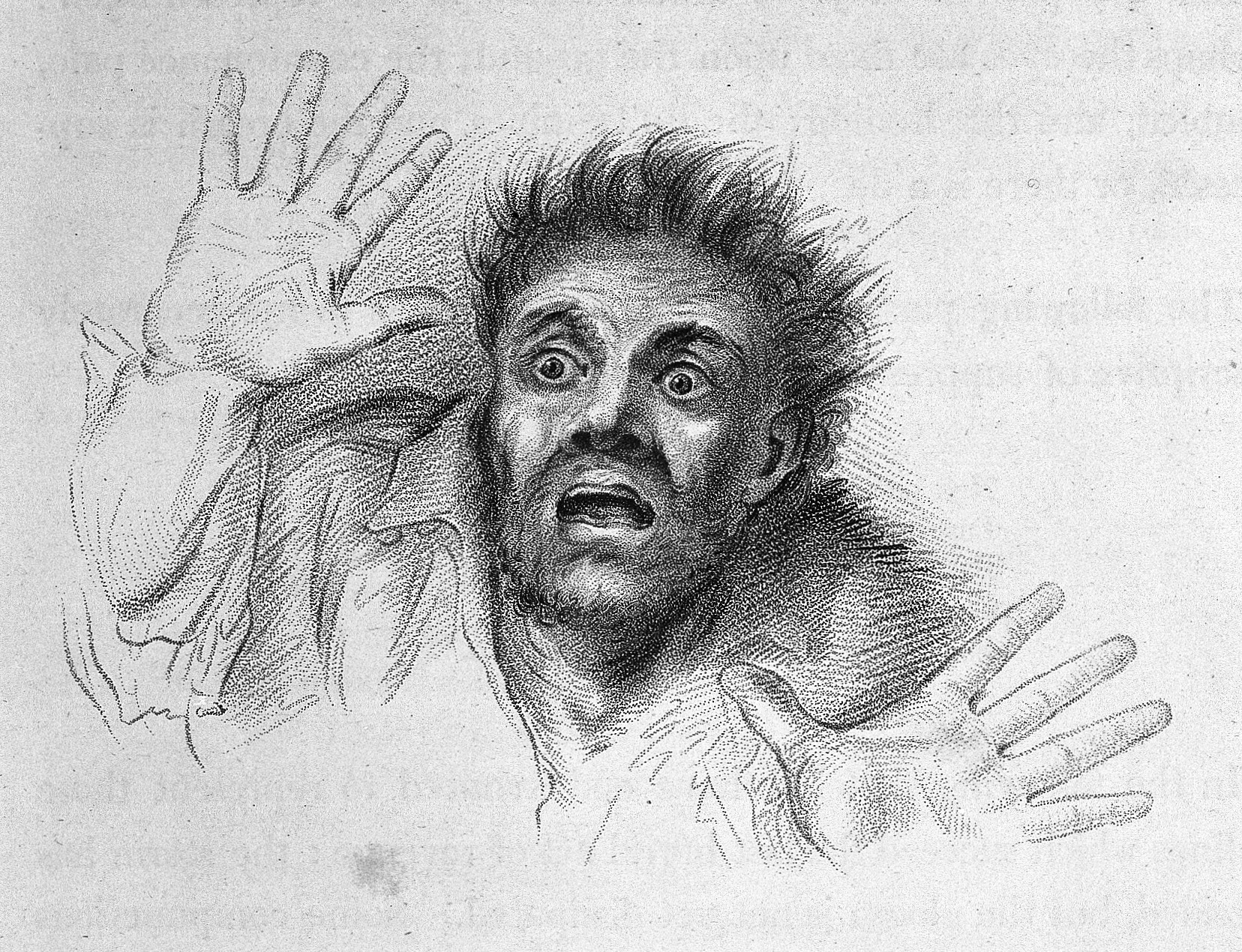
Expressions facials de sorpresa.

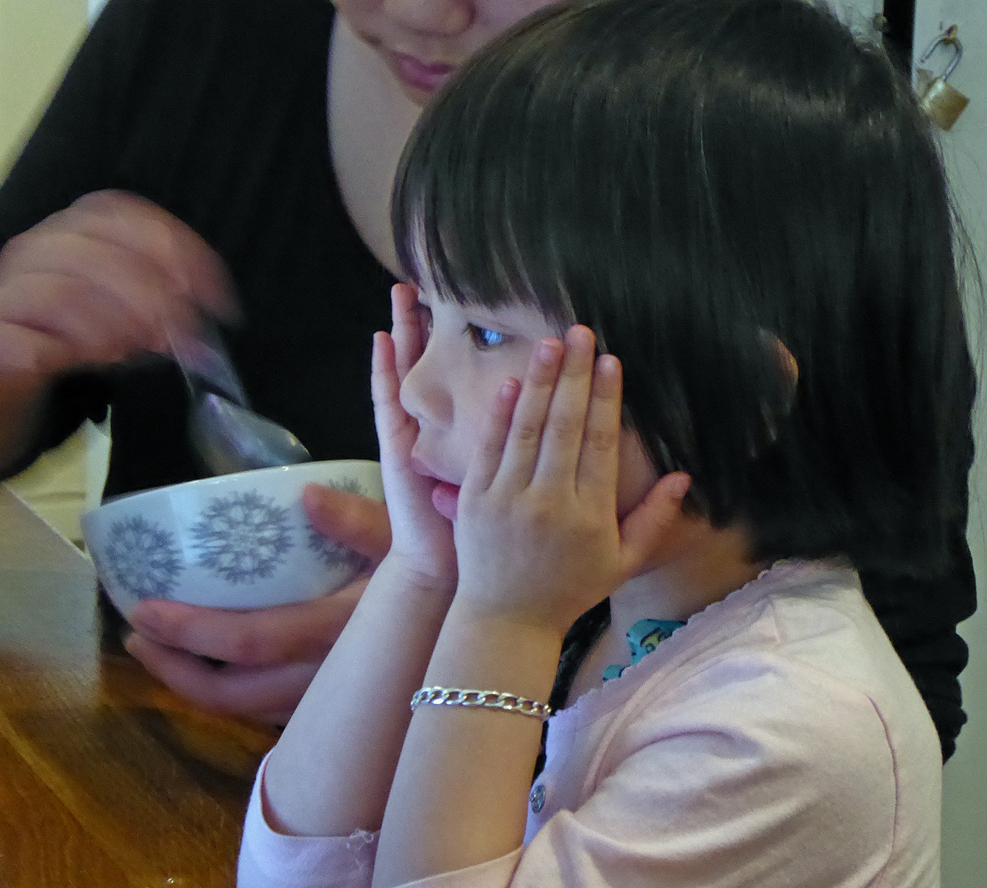
Un nen mira el seu iPad amb sorpresa.

La sorpresa està íntimament relacionada amb la idea d'actuar d'acord amb un conjunt de regles. Quan les regles de la realitat que generen esdeveniments de la vida diària se separen de les expectatives de la regla empírica, el resultat és la sorpresa. La sorpresa representa la diferència entre les expectatives i la realitat, la bretxa entre les nostres suposicions i expectatives sobre els esdeveniments mundans i la manera com aquests esdeveniments realment resulten. Aquesta bretxa es pot considerar una base important sobre la qual es basen les noves troballes i avenços en el coneixement, ja que les sorpreses poden fer que les persones prenguin consciència de la seva pròpia ignorància i això els mogui a l'acció. Per això el reconeixement de la ignorància, alhora, pot significar una finestra a nous coneixements.
La sorpresa també pot esdevenir a causa d'una violació de les expectatives. En el cas específic de la comunicació interpersonal, una teoria diu que tres factors influeixen a les expectatives d'una persona: les variables interactuants, les variables ambientals i les variables relacionades amb la naturalesa de la interacció o variables ambientals.
Les variables interactives involucren trets de les persones involucrades en la comunicació i en aquest cas la comunicació que porta a la sorpresa, incloent-hi el sexe, estatus socioeconòmic, edat, raça i aparença. Les variables ambientals que afecten la comunicació de la sorpresa inclouen: proxèmica, cromèmica i la naturalesa de l'entorn de la interacció. Les variables d'interacció que influeixen en la sorpresa inclouen les normes socials, normes culturals, influències fisiològiques, influències biològiques i patrons de comportament individuals únics. La sorpresa pot passar a causa d'una violació d'un, dos o una combinació dels tres factors.
La sorpresa no sempre ha de tenir una valoració negativa. Les expectatives influiran en el resultat de la comunicació com una confirmació, comportaments dins del rang esperat, o violacions, comportaments fora del rang esperat. Les interaccions positives augmentaran el nivell d'atracció de l'infractor, mentre que les violacions negatives disminuiran l'atracció. Les violacions positives causarien una sorpresa positiva com una festa d'aniversari sorpresa i les violacions negatives causarien una sorpresa negativa com una multa d'estacionament. Les violacions positives de la sorpresa poden millorar la credibilitat, el poder, l'atracció i la persuasió, mentre que les violacions negatives de la sorpresa poden reduir la credibilitat, el poder, l'atracció i la persuasió.

## Respostes no verbals

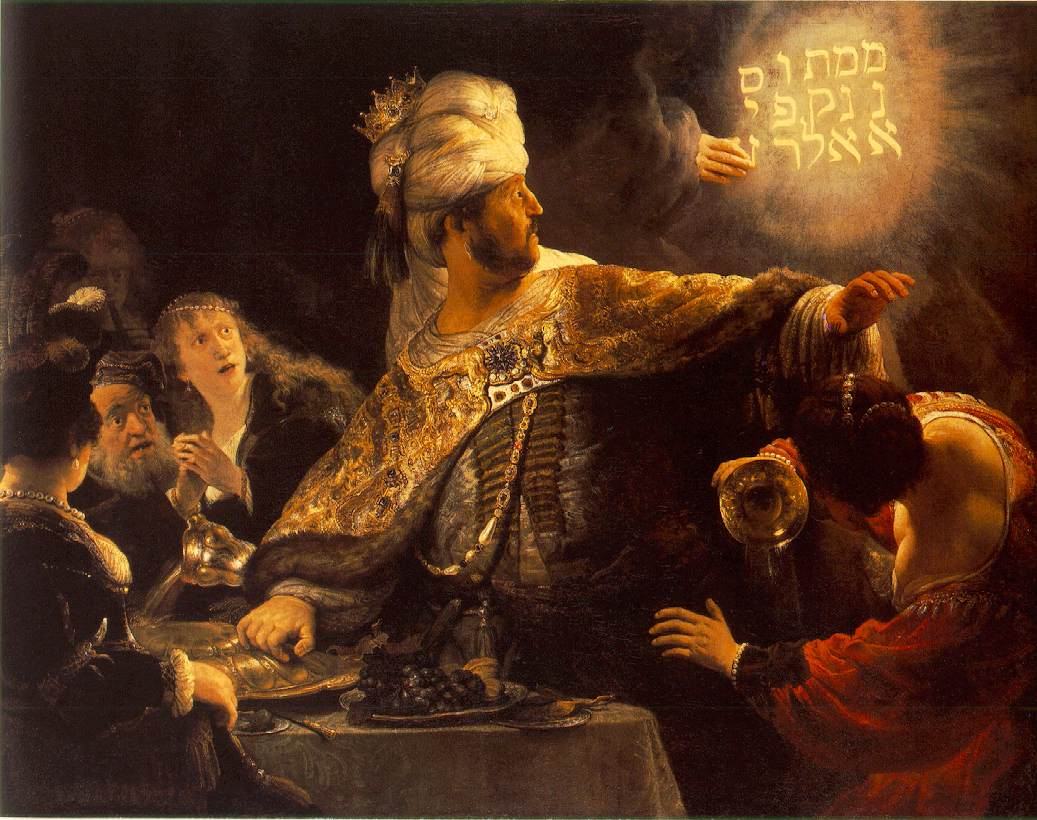
La Festa de Baltasar, de Rembrandt van Rijn. Representació del passatge bíblic a.

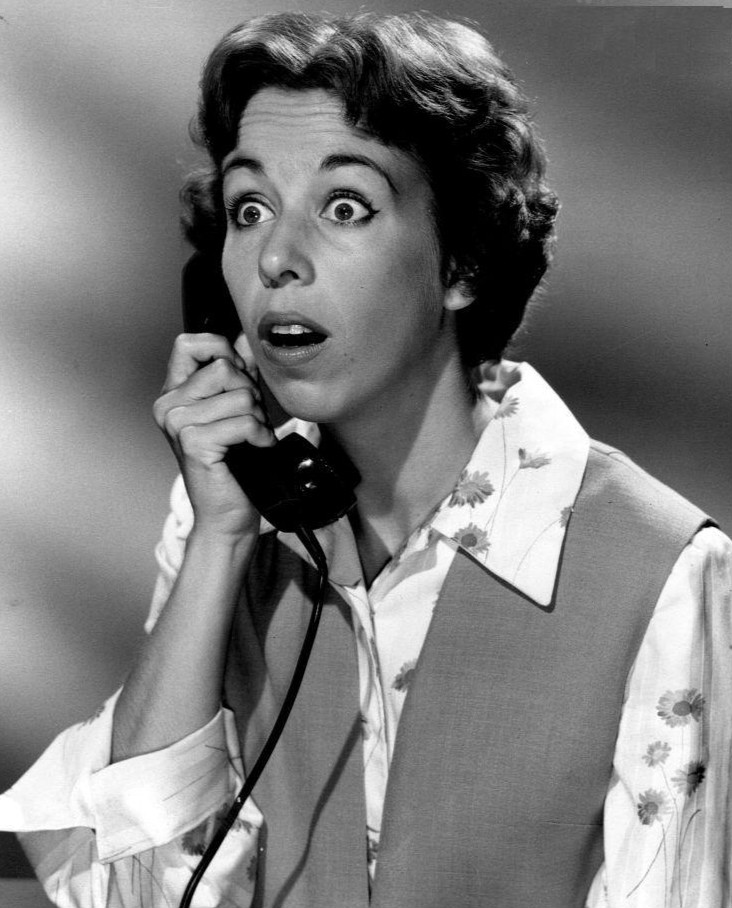
La comedianta Carol Burnett sembla sorpresa.

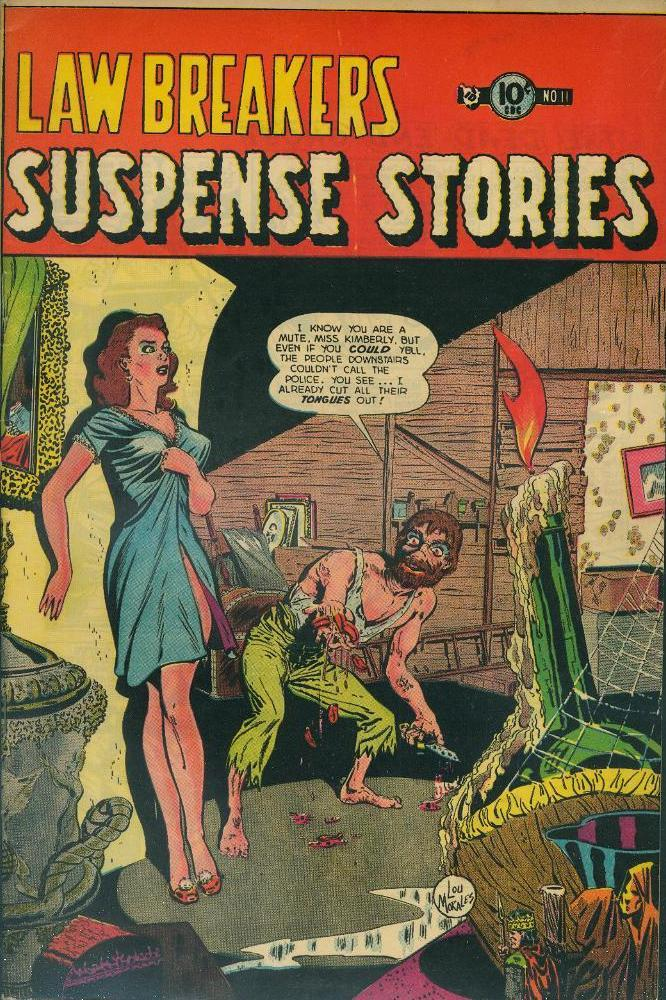
Tapa d'exemplar de Lawbreakers, publicació de Charlton Comics, on s'observa la cara de sorpresa de la dona.

La sorpresa s'expressa a la cara per les següents característiques:
- Celles que s'aixequen perquè es tornin corbes i altes.
- Arrugues horitzontals al front.
- Parpelles obertes: la parpella superior està aixecada i la parpella inferior cap avall, sovint exposant l'escleròtica blanca per sobre i per sota de l'iris.
- Midriasi per dilatació de la pupil·la[9] o miosi per constricció de la pupil·la
- Mandíbula caiguda mostrant llavis i dents separades, sense tensió al voltant de la boca.

La sorpresa espontània o involuntària sovint només s'expressa durant una fracció de segon. Pot ser immediatament seguida per l'emoció de por, alegria o confusió. La intensitat de la sorpresa està associada amb el descens de la mandíbula, però algunes persones no obren la boca en absolut en alguns casos. Per exemple, la frase: "Eileen diu que pots ballar", seguida de la resposta: "Sorpresa", apel·la a l'espontaneïtat de gestos que aquest estat d'ànim genera a les persones en presentar-se davant d'una situació hilarant. L'elevació de les celles, si més no momentàniament, és el signe més distintiu i previsible de la sorpresa.
Tot i la hipòtesi de la retroalimentació facial, que indica que l'exhibició facial és necessària en l'experiència de l'emoció o un determinant important dels sentiments, en el cas de la sorpresa algunes investigacions han demostrat una forta manca de connexió entre l'exhibició facial de sorpresa i l'experiència real de sorpresa. Això indica que hi ha variacions en l'expressió de sorpresa. S'ha suggerit que sorpresa és un terme envoltant tant per a la resposta de sobresalt com per a la incredulitat. Investigacions més recents mostren que aixecar les celles proporciona retroalimentació facial a la incredulitat, però no a l'ensurt.
La dilatació i la constricció de la pupil·la pot determinar la mesura de sorpresa de l'acció a la reacció de l'individu. La gradació positiva per sorprendre es mostra a través d'una dilatació o expansió de la pupil·la, mentre que la negativa a la sorpresa s'associa amb la constricció de la pupil·la. No obstant, estudis més recents mostren dilatació de la pupil·la tant per a estímuls negatius com positius, cosa que indica una excitació autònoma general associada amb la dilatació de la pupil·la i no amb variació afectiva.
Les respostes no verbals a la sorpresa també es poden veure afectades per la inflexió de la veu, la distància, el temps, l'entorn, el volum, la velocitat, la qualitat, el to, l'estil de parla i fins i tot el nivell de contacte visual una persona que intenta causar una sorpresa. Aquests senyals no verbals ajuden a definir si la sorpresa percebuda tindrà una valoració positiva o negativa i en quin grau la sorpresa serà induïda per l'individu.

## Respostes verbals
La lingüística pot tenir un paper en la formulació de la sorpresa. La teoria de l'expectativa del llenguatge (TEL) estableix que les persones fan normes i expectatives pel que fa a l'ús adequat d'un idioma en una situació determinada. Quan es violen les normes o expectatives del llenguatge verbal, pot esdevenir la sorpresa. Les expectatives es poden violar verbalment i aquesta violació pot causar una sorpresa dins de l'individu. Les expectatives de llenguatge verbal que poden portar a la sorpresa poden incloure, però no es limiten a, improperis i crits.
Les expectatives del llenguatge verbal estan més associades amb les expectatives negatives de sorpresa, però la sorpresa positiva també pot passar a partir de la interacció verbal. Una violació positiva de les expectatives que podria resultar en una sorpresa positiva pot incidir en una baixa credibilitat que fa un argument persuasiu que condueix al canvi de creences o emocions, millorant així la credibilitat del parlant. El pas d'una font de baixa credibilitat a una credibilitat alta pot provocar una sorpresa positiva entre les persones. Però l'acte de ser persuadit per aquest parlant també pot provocar una sorpresa positiva, ja que un individu pot haver percebut que el parlant té una credibilitat massa baixa per provocar un canvi i, en aquest sentit, el canvi de creences o emoció provoca sorpresa.

## Respostes fisiològiques

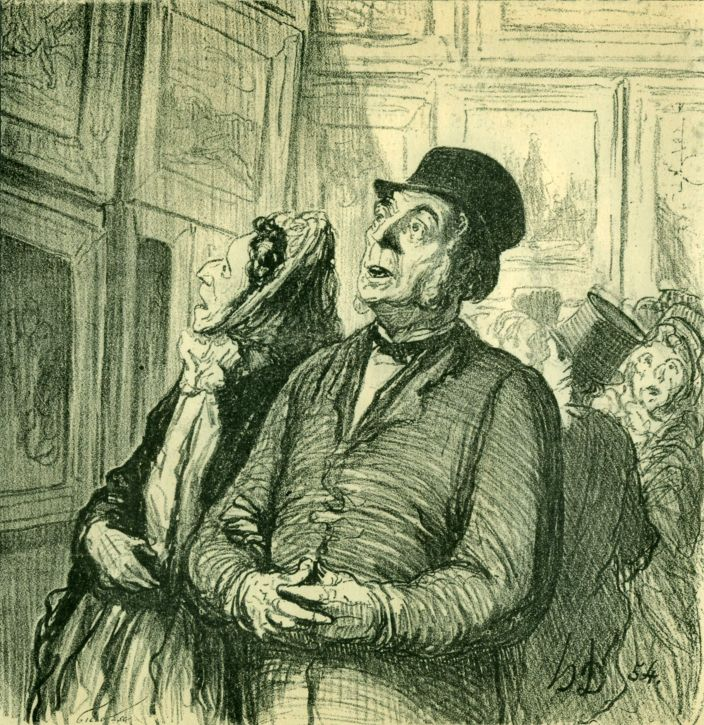
Diumenge al Museu, Honoré Daumier.

La resposta fisiològica de sorpresa es pot incloure dins la categoria de resposta de sobresalt. La funció principal de la sorpresa o la resposta de sobresalt és interrompre una acció en curs i reorientar l'atenció cap a un esdeveniment nou, ja que es preveu que pot ser possiblement significatiu. Hi ha una redirecció automàtica de l'enfocament als nous estímuls i, per un breu moment, això provoca tensió als músculs, especialment als músculs del coll. Els estudis mostren que aquesta resposta passa extremadament de pressa, amb informació (en aquest cas un soroll fort) que arriba a la protuberància dins de 3 a 8 ms i el reflex de sobresalt complet passa en menys de dues dècimes de segon.
Si la resposta d'ensurt es provoca fortament a causa de la sorpresa, provocarà la resposta de lluita o fugida, que és un esdeveniment, atac o amenaça nociva percebuda per a la supervivència, que provoca un alliberament d'adrenalina per a un impuls d'energia com un mitjà per escapar o lluitar. Aquesta resposta generalment té una valoracio negativa en termes de sorpresa.
La sorpresa avalua alguna cosa com a nova i inesperada, però les noves avaluacions poden canviar l'experiència de la sorpresa a una altra. Valorar un esdeveniment com a nou, prediu sorpresa, però la valoració del mecanisme d'afrontament prediu la resposta més enllà de la sorpresa, com ara confusió o interès.

## Familiaritat
A mesura que les persones s'acostumen a determinats tipus de sorpresa, amb el temps, el nivell de sorpresa disminueix en intensitat. Això no vol dir necessàriament que un individu, per exemple, no se sorprendrà durant l'escena de salt d'una pel·lícula de por, implica que l'individu pot esperar l'escena de salt a causa de la seva familiaritat amb les pel·lícules de por, reduint així el nivell de sorpresa. A mesura que les persones s'acostumen més a una situació o comunicació, cada vegada és menys probable que la situació o la comunicació provoqui una violació de l'expectativa, i sense violar una expectativa, la sorpresa no pot passar.

## Internet
A Internet, i especialment als xats, se sol representar aquesta emoció amb l'emoticona :O.

## La sorpresa a les arts
La sorpresa és un element narratiu que s'utilitza habitualment al teatre, la novel·la, el cinema, etc... per provocar un gir a una situació, per despertar l'interès de l'espectador o alleujar la tensió narrativa. Una sorpresa que canvia radicalment la situació s'anomena de vegades un cop de teatre.

### A la pintura
Nombroses obres de diversos pintors de totes les èpoques i molts moviments pictòrics representen la sorpresa. Un quadre de Rembrandt (segle XVII), és una de les representacions més famoses de sorpresa, s'anomena El festí de Baltasar.
John Collier, pintor britànic prerafaelita, considerat un dels grans retratistes de la seva generació, va signar moltes obres que representen l'estat de sorpresa amb figures congelades per l'emoció. En són exemples el quadre Foc en què una noia se sorprèn per l'incendi de casa seva dins de la seva pròpia habitació o el quadre La sentència de mort en què un malalt mira l'espectador, completament commocionat, ja que el metge li acaba de comunicar el diagnòstic fatal del pacient.
Tot i això, la representació de la sorpresa pot ser més lleugera, fins i tot còmica, com en el quadre de Louis Béroud titulat "La inundació", que representa el pintor copiant el quadre de Rubens titulat "El desembarcament de María de Médicis" quan aquest cobra vida i les seves aigües comencen a inundar la galeria del Museu del Louvre.